# .asia
.asia è un dominio di primo livello generico gestito dalla DotAsia Organization.
Nel 2013 erano stati registrati oltre 490 000 domini da 155 paesi.